# Шульпає
Шульпає — шумерський бог-воїн, бог свійських тварин, а також бог свят. Покровитель мистецтв і цивільних інституцій. В астрології був пов'язаний з планетою Юпітер.
Вавилонський міф Енума Еліш приписує богу влаштування першого після створення світу пиру. Окрім іншого, мав також і темну сторону — вважався демоном, що насилає епідемії.